# Crematogaster scutellaris
Espèce
Crematogaster scutellaris est une espèce de fourmis, nichant dans le bois (ou fourmi lignicole), présente dans le bassin méditerranéen.
C'est une espèce monogyne (avec une seule reine), voire oligogyne (plusieurs reines acceptées par les ouvrières dans la colonie, mais les reines sont agressives entre elles) qui fonde des colonies de manière indépendante. L'essaimage a lieu de septembre à octobre. C'est une espèce très prolifique dont la reine mesure environ 8 mm et dont les ouvrières dépassent rarement 5 mm. Elle vit dans des nids très peu humides, généralement dans du bois et peut entrer en diapause de novembre à février à environ 13 à 15 °C.
Ces fourmis sont facilement reconnaissables à leur tête rouge et à leur abdomen en pointe qu'elles relèvent lorsqu'elles se sentent agressées.

## Notes

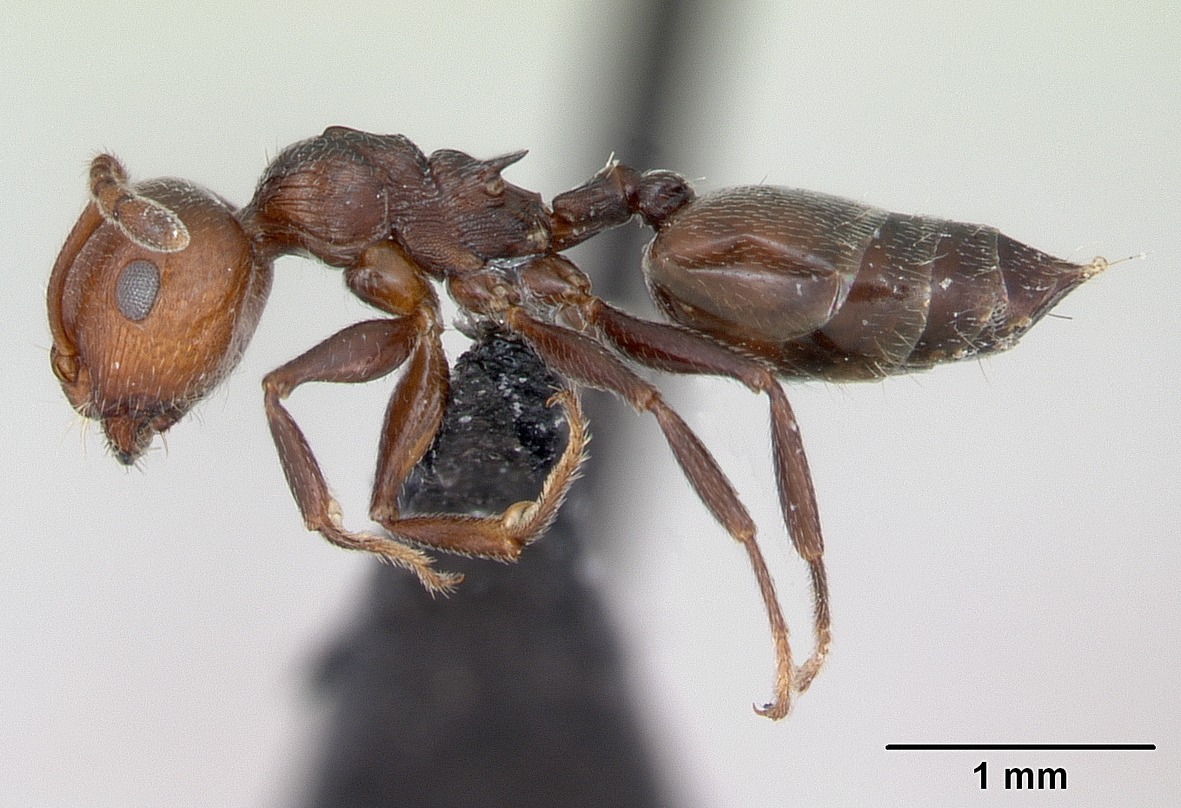
Crematogaster scutellaris
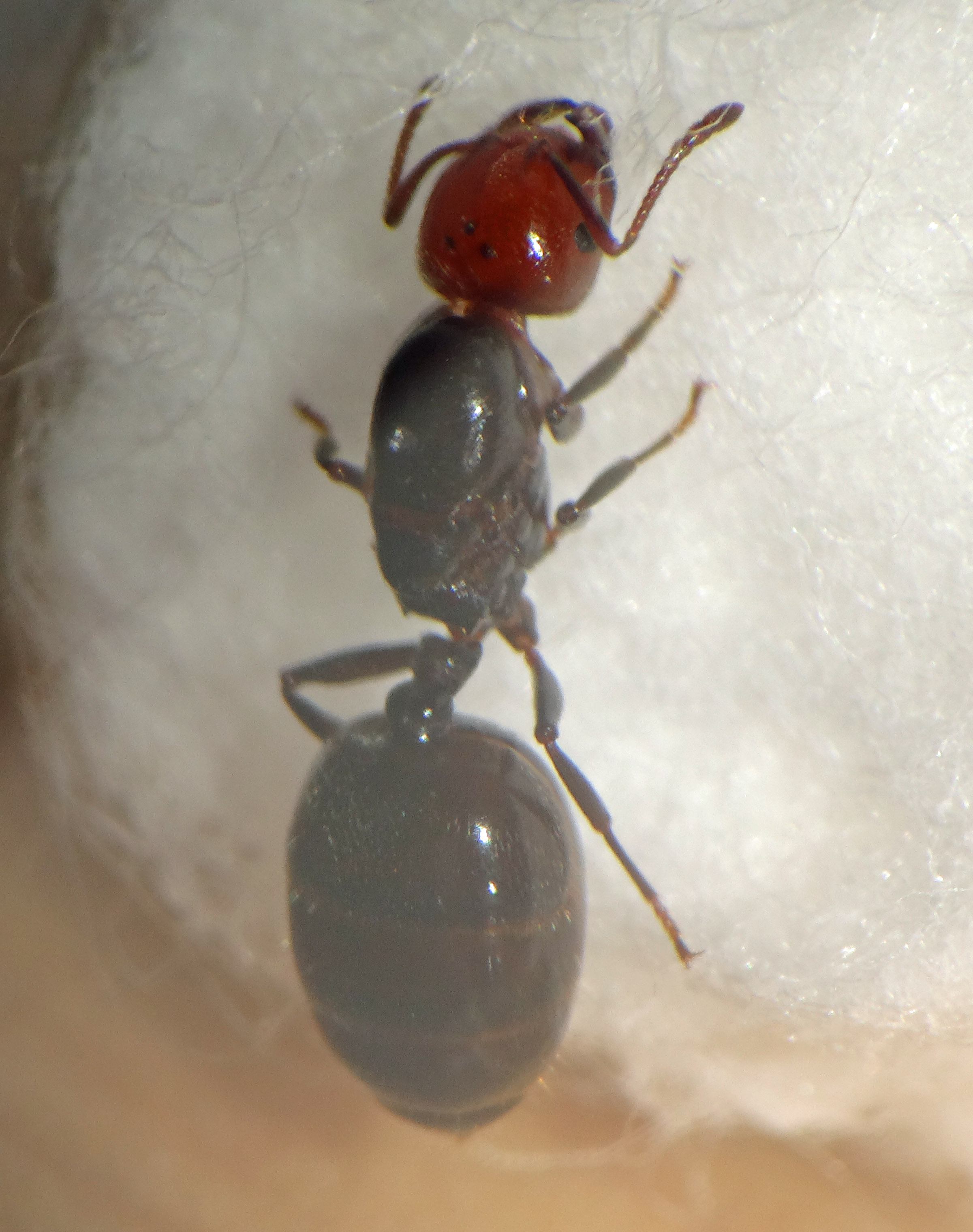
Reine Crematogaster scutellaris
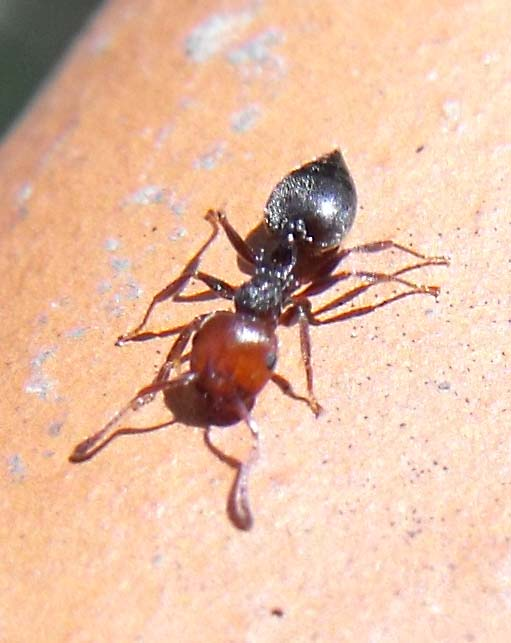
Ouvrière Crematogaster scutellaris
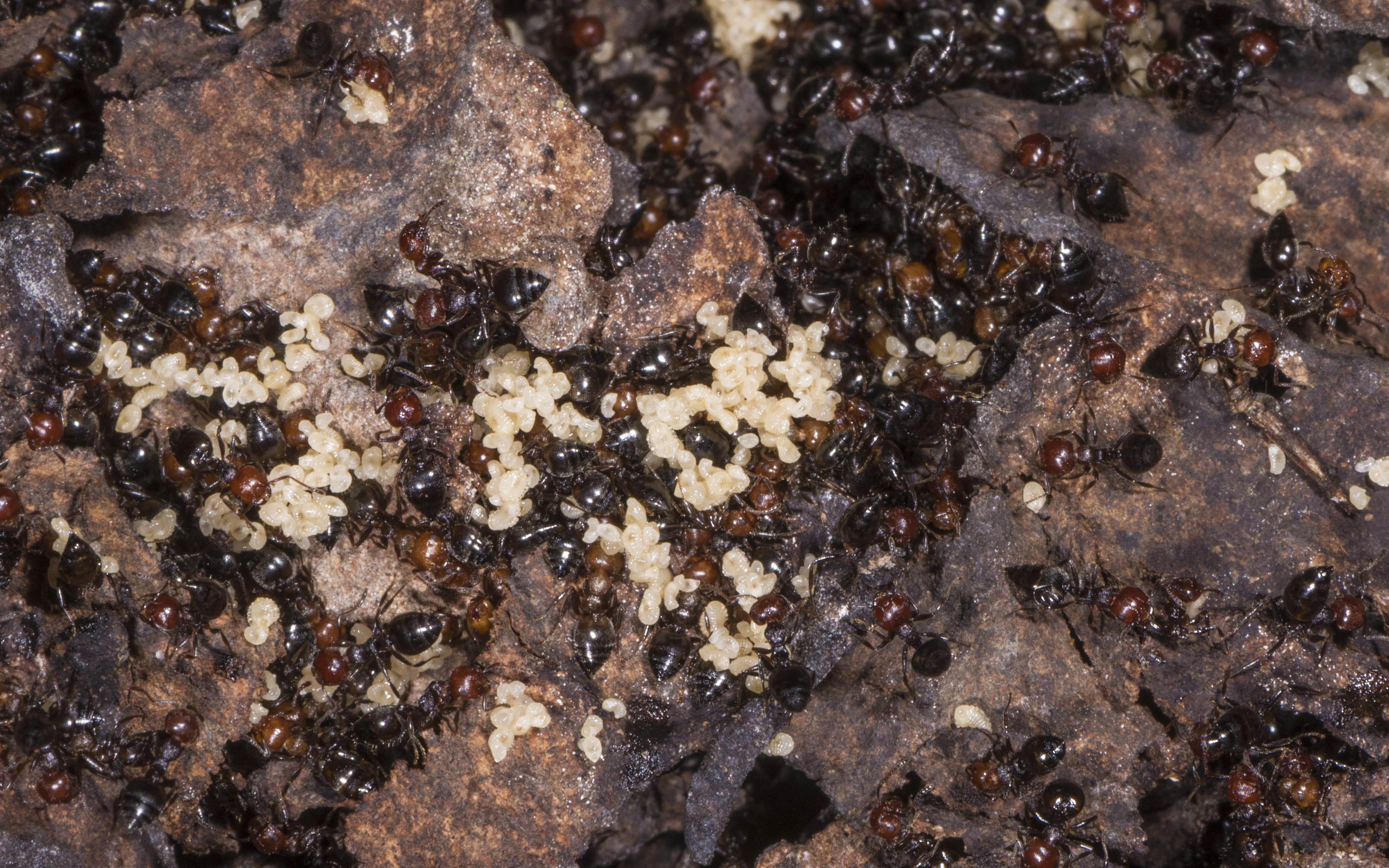
Un nid sous une pierre, à Vic-la-Gardiole dans l'Hérault
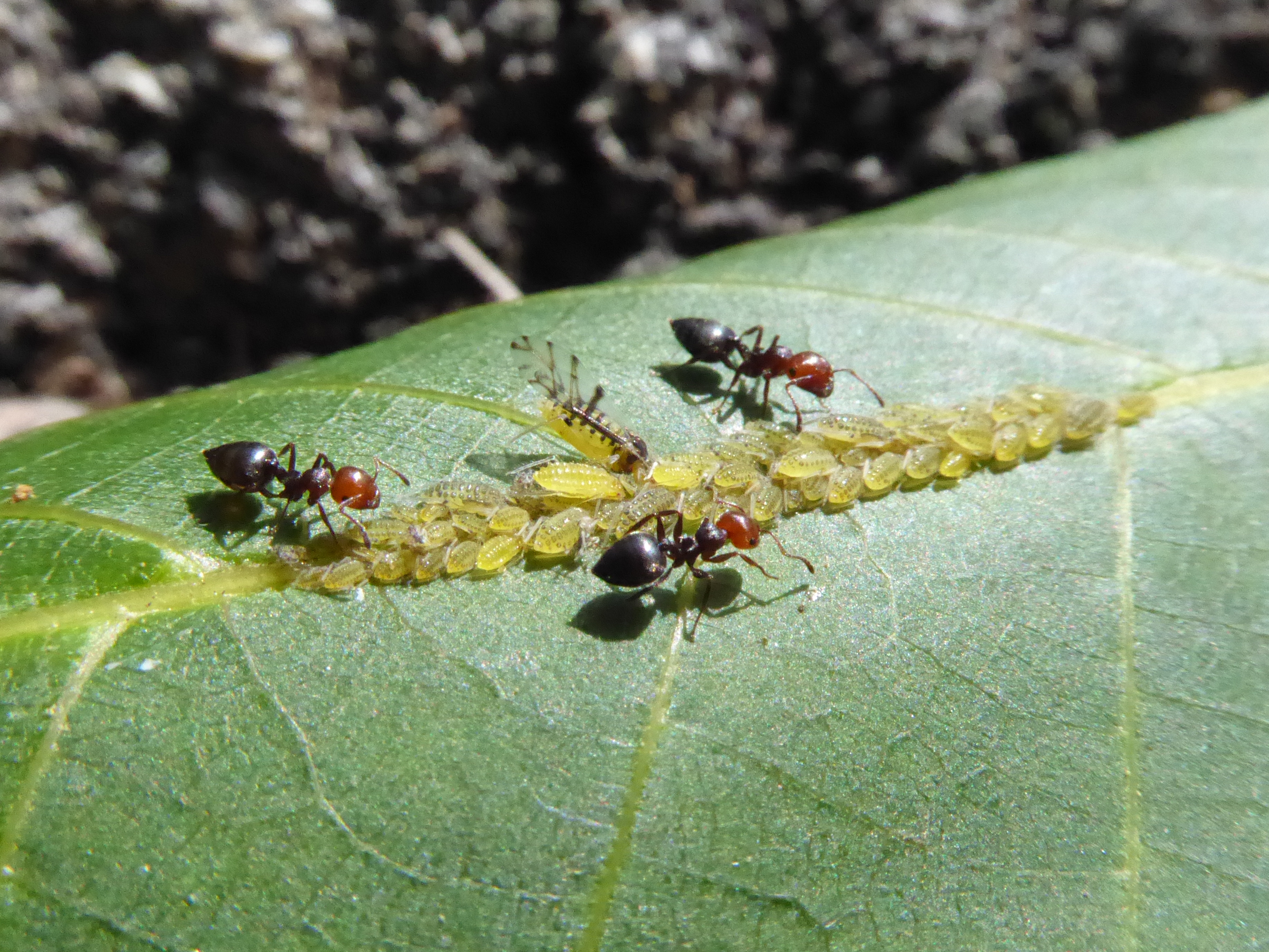
Panaphis juglandis et Crematogaster scutellaris

## Référence
- Olivier, 1795 : Encyclopédie méthodique. Histoire naturelle. Insectes. Tome 6. Paris, p. 369-704.